# Ixcateopan de Cuauhtémoc
Ixcateopan de Cuauhtémoc, (del náhuatl: Ichcatl, teotl, -pan ‘algodón, divinidad, sobre’‘sobre el algodón divino’), conocido simplemente como Ixcateopan, es unpueblo mágico de México, cabecera del municipio homónimo en el estado de Guerrero. Se localiza muy cerca de Taxco de Alarcón, en la región Norte de la entidad. A su vez, se localiza a 181 kilómetros de la Ciudad de México.
La localidad de Ixcateopan acumula un total de 2,502 habitantes, siendo la localidad más poblada del municipio homónimo, de acuerdo con el último conteo y delimitación oficial realizada en 2010 en conjunto por el Instituto Nacional de Estadística y Geografía, el Consejo Nacional de Población y la Secretaría de Desarrollo Social.
La ciudad fue nombrada «Pueblo mágico» de México en el año 2023, siendo la tercera localidad en recibir este nombramiento junto a Taxco de Alarcón y Zihuatanejo, debido al empedrado de mármol y sus calles de cantera. Además de ser el lugar donde descansan los restos del último emperador azteca ya que en el museo de Santa María de la Asunción se encuentra la tumba de Cuauhtémoc.

## Toponimia

### Nombre
El nombre (a veces escrito Ichcateopan) algunas fuentes afirman que el verdadero nombre de la zona es Zompancuahuithli, y el nombre fue cambiado a Ixcateopan después de la llegada del cuerpo de Cuauhtémoc y medios. El glifo en el Códice Mendoncino para Ixcateopan refleja las dos interpretaciones, una flor de algodón, una representación de Cuauhtémoc y una pirámide. "De Cuauhtémoc" fue agregado al nombre de Ixcateopan por parte del Congreso del Estado de Guerrero en 1950. 

### Escudo
El jeroglífico del códice Mendocino, representa dos elementos; una flor de algodón que en náhuatl se denomina Ixcatl, coclocada sobre la pirámide sobre escalones que representan el templo (en náhuatl teopantli). Traducido, el vocablo quiere decir: "En el templo de algodón".

## Historia

### Heráldica y Genealogía
Las construcciones que se conocen hasta el momento en el pueblo, pertenecen a la época posclásica y se realizaron entre los años 1350 y 1450 d.c. 
Entre los años 1440 y 1469 Moctezuma I, señor de Tenochtitlan, emprendió una guerra contra los habitantes de la provincia Cohuixca, especialmente Oztuma, Ixcateopan, Taxco, tlaxmalac y Cuetzala, para luego dominar a Alahuiztlán, territorio productor de sal. De ese modo Ixcateopan formó parte de la provincia tributaria de Tepecoaculco, quedando como aliado forzoso de los mexicas y sirviendo como barrera contra los purépechas. Años después, en la ampliación del imperio protagonizada por Ahuízotl, hubo otro conflicto entre mexicas y los habitantes de Ixcateopan, resultando vencidos estos últimos y dominados de nuevo por los mexicas, que se llevaron a la hija del tlatoani de Ixcateopan a Tenochtitlan, donde tuvo un hijo al que llamaron Cuauhtémoc, no se sabe a ciencia cierta si el padre fue Ahuízotl o su hijo llamado también Ahuízotl, del que no hay ninguna referencia histórica.
El linaje mexicano de los Chimalpopoca, que ostenta escudo de armas propio de la familia. Hay que advertir que estas armas, no fueron otorgadas por los reyes españoles quienes, a pesar de otorgar mercedes a la familia que vamos a estudiar, ninguno les confirió escudo de armas. No obstante, en el siglo XVIII, el linaje de los Chimalpopoca comenzó a utilizar un simbólico blasón que siempre ponían en sus escritos y documentos.[cita requerida]
Hay que aclarar también que los de este linaje estaban, equiparados a los Hijosdalgo de Castilla y gozaron de innumerables, privilegios y exenciones por parte de los monarcas españoles. Todo parte de la persona del último Emperador mexica, Cuauhtémoc, el monarca que, por su valor, contrasta con la medrosidad de su tío, el también Emperador, Moctezuma.
La vida de este hombre, al que el pueblo mexicano tiene por su héroe nacional, se cortó, se dice, por orden de Hernán Cortés. Lo que sí resulta imposible negar de una forma categórica, es que fue por orden suya el tormento a que fue sometido Cuauhtémoc, es decir la llamada "prueba del fuego".
En las biografías sobre Cortés, se aclara que este hecho, fue lamentado por el propio conquistador: se debió a que el Emperador mexica había hecho arrojar al agua todos los tesoros, antes de permitir que cayeran en poder de los españoles, los soldados, ávidos de oro, exigieron a Cortés que le diera tormento para obligarle a que revelara el lugar donde había arrojado el tesoro. Cortés se negó y entonces los soldados le acusaron de haberse puesto de acuerdo, con el vencido Emperador, para apoderarse de todo.
Hernán Cortés, así obligado, tuvo que ceder. De todos modos, este es un suceso lamentable que marca la conducta del codicioso invasor de México. Pero como la historia que nos interesa es otra, dejemos este desdichado episodio a un lado ya que es menester seguir apoyando la historia desde la visión errónea de los europeos que creen haber traído civilización y verdad a un continente que han saqueado por centurias. Según la tradición que se conserva en la familia Chimalpopoca, Cuauhtémoc tuvo un hijo natural de la princesa de Ixtapalapa, y de ahí provienen todas las ramas que, con diferentes variantes se fueron extendiendo por todo México.

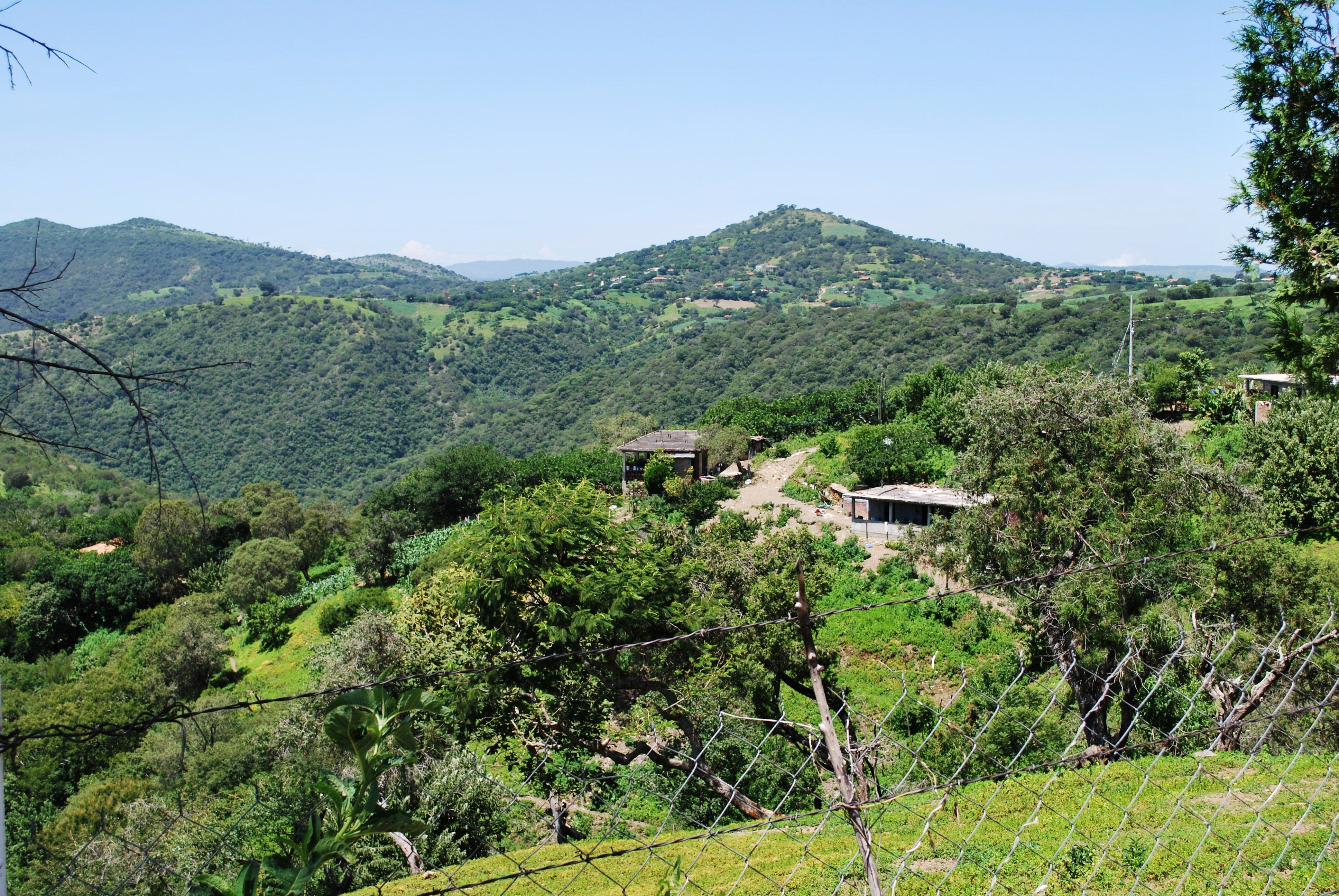
Mirando al sur desde el sitio arqueológico de Ixcateopan.

De acuerdo a esta versión, Cuauhtémoc, en los días de la conquista española, se enamoró de Citlali, hija del cacique de Ixtapalapa, teniendo amores con ella, de cuyo fruto, dio a luz la citada princesa el día 13 de agosto de 1521, fecha de la toma de Tenochtitlán. El niño, gracias al desconcierto y confusionismo de aquellos momentos, pudo ser puesto fuera de todo peligro por su abuelo Xolotl, que lo llevó al poblado de Ichcateopán, donde se cuidó de su educación. El niño creció con el nombre de Juan Cuauhtémoc Chimalpopoca.
Cuando el país estuvo pacificado, regresó el muchacho a México quedando bajo la protección de fray Pedro de Gante quien procedió a bautizarlo instruyéndolo en la doctrina cristiana y así creció. Tiempo después, Juan Cuauhtémoc Chimalpopoca, retorna a Ichcateopán, donde contrajo matrimonio con doña Eleonora de Guzmán y Mendoza, teniendo un hijo al que se le dio el nombre de José Omatzizitlain Chimalpopoca, que a su vez casó con Antonia Tetzilaixtac, naciendo de ambos José Antonio Amoxtli Chimal Popoca, que fue el tronco de la familia que fue ramificándose por todo México.
En toda esta historia existen, naturalmente, lagunas producidas, en su mayor parte, por la destrucción de archivos de la zona donde estuvo asentada, pero aún quedan documentos que atestiguan la veracidad de lo expuesto. Que esto es así lo demuestra el hecho de que a través de los siglos se ha venido reconociendo la nobleza de este linaje, dándoles siempre el tratamiento de "caciques", de acuerdo a gran número de documentos. Acorde a todo lo anterior, un miembro de esta familia, a fin de evitar conflictos en el seno de ella, puso a su primer hijo el apellido "Chimal" y al segundo el de "Popoca", a fin de que en adelante no hubiera problemas de reclamaciones. Este linaje desempeñó no sólo cacicazgos sino también cargos de importancia en la Administración colonial española.
De acuerdo a las disposiciones dadas por la Corona española, desde los primeros años de la colonización, a los pueblos indígenas no se les debía molestar en la práctica de sus usos y costumbres, siempre y cuando con su actitud no contrariaran al cristianismo, ni a las leyes hispanas. Todos estos pueblos tuvieron sus gobiernos con sus propios caciques. Estos, por regla general, aunque se dejaba a los nativos escogerlos, muchas veces eran seleccionados por el Virrey, que colocaba, al frente de dichos gobiernos, a indios de nobleza reconocida. En puestos de esta importancia fueron colocados muchos hombres del linaje que venimos estudiando. En ocasiones, los cargos de cacique y gobernador recaían en la misma persona, o el segundo cargo se le otorgaba a un familiar del primero.[cita requerida]
Solamente los indios nobles podían ser caciques o gobernadores y como los Chimalpopoca lo fueron, tal cosa es señal de que su nobleza era reconocida por las Autoridades españolas. En el año del Señor, 1430, en Tlacolpan, hoy Tacuba, ya aparece asentada una familia Chimalpopoca, que era propietaria de cuantiosos bienes, gozando durante varias generaciones del cargo de caciques principales, denominándose Cortés Chimalpopoca. Esta ilustre familia recurrió directamente a la corona española reclamando ser reconocida como auténticos y reales descendientes directos del Emperador Moctezuma.
El rey Felipe II, por Real Cédula de fecha 3 de marzo de 1564, otorgó armas a esta familia, o rama de los Chimalpopoca. Hay un testamento otorgado por don Diego Cortés Chimalpopoca, natural y vecino del pueblo de Tacuba, de fecha 28 de marzo de 1750, que cita diversos enterramientos para sus descendientes. Señala, el expresado, ser descendiente de don Antonio Cortés Totoquiuastli, quien precisamente fue el fundador de la iglesia de San Gabriel Arcángel, parroquia de Tacuba, que se terminó de construir en mayo del año 1573. Los descendientes de este linaje no sólo ocuparon cargos de responsabilidad en la administración civil española, sino que algunos de ellos se incorporaron a los Reales Ejércitos, llegando a alcanzar altos grados militares. La lista de los componentes de este linaje que dejaron probada su nobleza es demasiada extensa para consignarla en su totalidad.[cita requerida]
Pero existen documentos que prueban cómo fueron poseedores de grandes haciendas, ostentando los cargos de alcaldes en diversas poblaciones. Otros fueron gobernadores, propietarios de minas, etc. Hay constancia de Reales Cédulas por las que se les exime del pago de impuestos. A través de sucesivos entronques matrimoniales, los de esta familia fueron oreando nuevas líneas del linaje. El origen de esta estirpe parece remontarse hasta Acamapichtii, manteniéndose su nobleza en línea hasta Cuauhtémoc. Y esta es la historia de un apellido mexicano que, aunque no otorgado por los Reyes españoles, ostenta un blasón.[cita requerida]
Sus armas son: En campo de azur, un águila imperial de su color, coronada de oro, posada sobre un nopal en sinople, devorando una serpiente del mismo color. En la parte superior, dos estrellas de oro, una macana al lado diestro y un escudo de oro humeante al lado siniestro y en la punta de dicho escudo, esta leyenda: "Ni el oro, ni el favor". Naturalmente que el águila y la serpiente, así como el nopal se encuentran en el escudo de México. Pero, como ya ha quedado expuesto, los del linaje Chimalpopoca se consideran de origen real.

### SigloXIX
En el año de 1849, al ser erigido el Estado de Guerrero, Ixcateopan pasa a formar parte del entonces distrito de Taxco, un año después, en 1850, se constituyó el municipio legalmente y pasa a formar parte del distrito de Aldama. Anteriormente se llamaba Totoltepec y pertenecía al estado de México.

## Gobierno

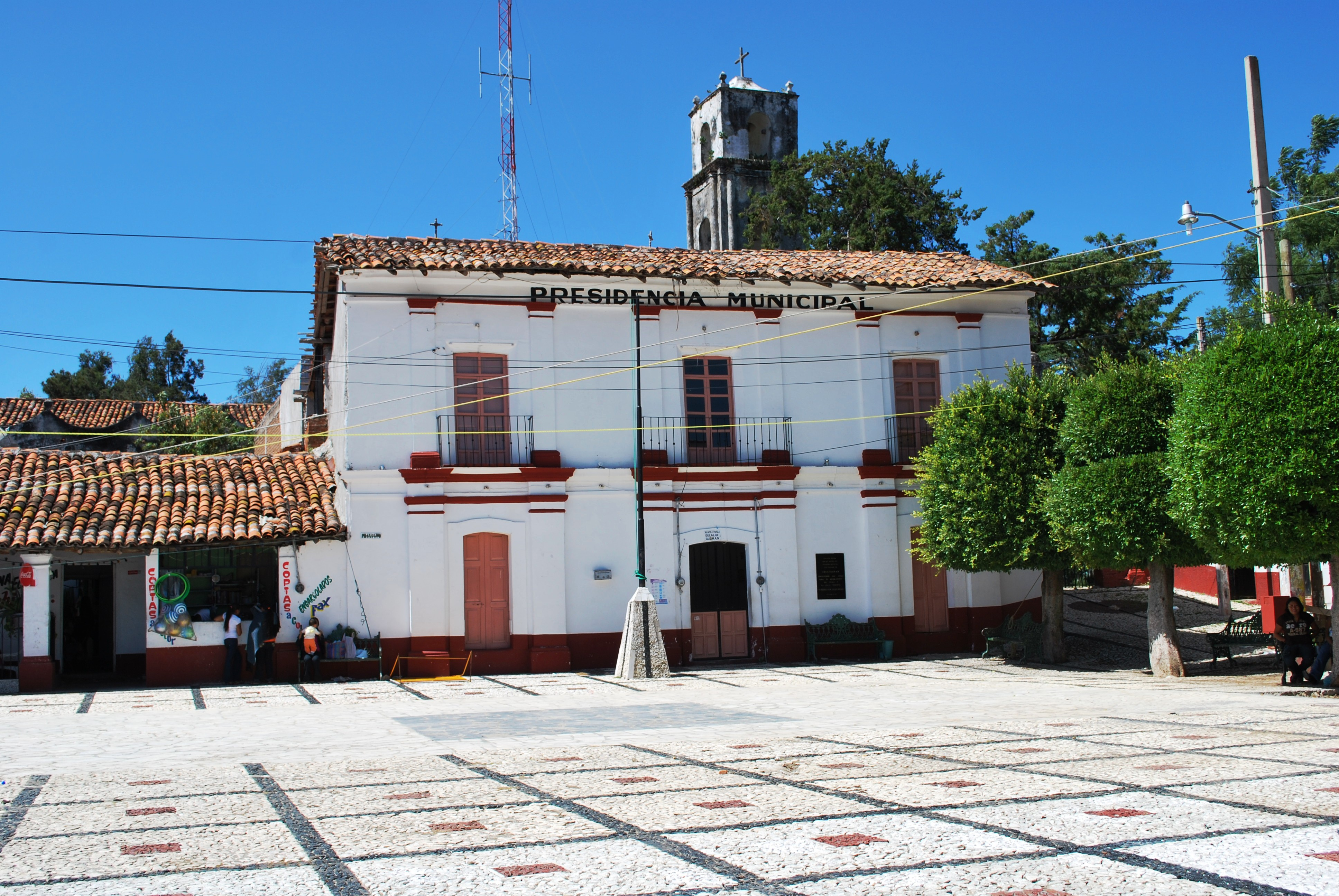
Palacio municipal

Actualmente el gobierno de Ixcateopan de Cuauhtémoc está compuesto por
- Presidente municipal
- Un síndico procurador
- 3 regidores de mayoría relativa
- 2 regidores de representación proporcional

### Administración municipal
El gobierno del municipio está conformado por un ayuntamiento, un síndicos, y un cabildo formado por tres regidores por mayoría relativa y dos por representación proporcional, todos son electos mediante una planilla única para un periodo de tres años no renovables para el periodo inmediato, pero si de manera no continúa, las elecciones se celebran el primer domingo del mes de octubre y el ayuntamiento entra a ejercer su cargo el día 1 de enero del año posterior a la elección.

## Demografía

### Población
Según el último conteo del INEGI la localidad contaba hasta el 2010 con 2,502 habitantes, de los cuales 1,274 son hombres y 1,228 son mujeres, que representan el 37.89% del total municipal, conforme al Censo de Población y Vivienda 2010con fecha censal del 12 de junio de 2010, de acuerdo con el último conteo y delimitación oficial realizada en conjunto por el Instituto Nacional de Estadística y Geografía, el Consejo Nacional de Población y la Secretaría de Desarrollo Social.
Notas
      Fuente:Instituto Nacional de Estadística y Geografía
- Censos de población (1900 - 1990, 2000 y 2010)[15]
- Conteos de Población (1995 y 2005)[15]

## Cultura

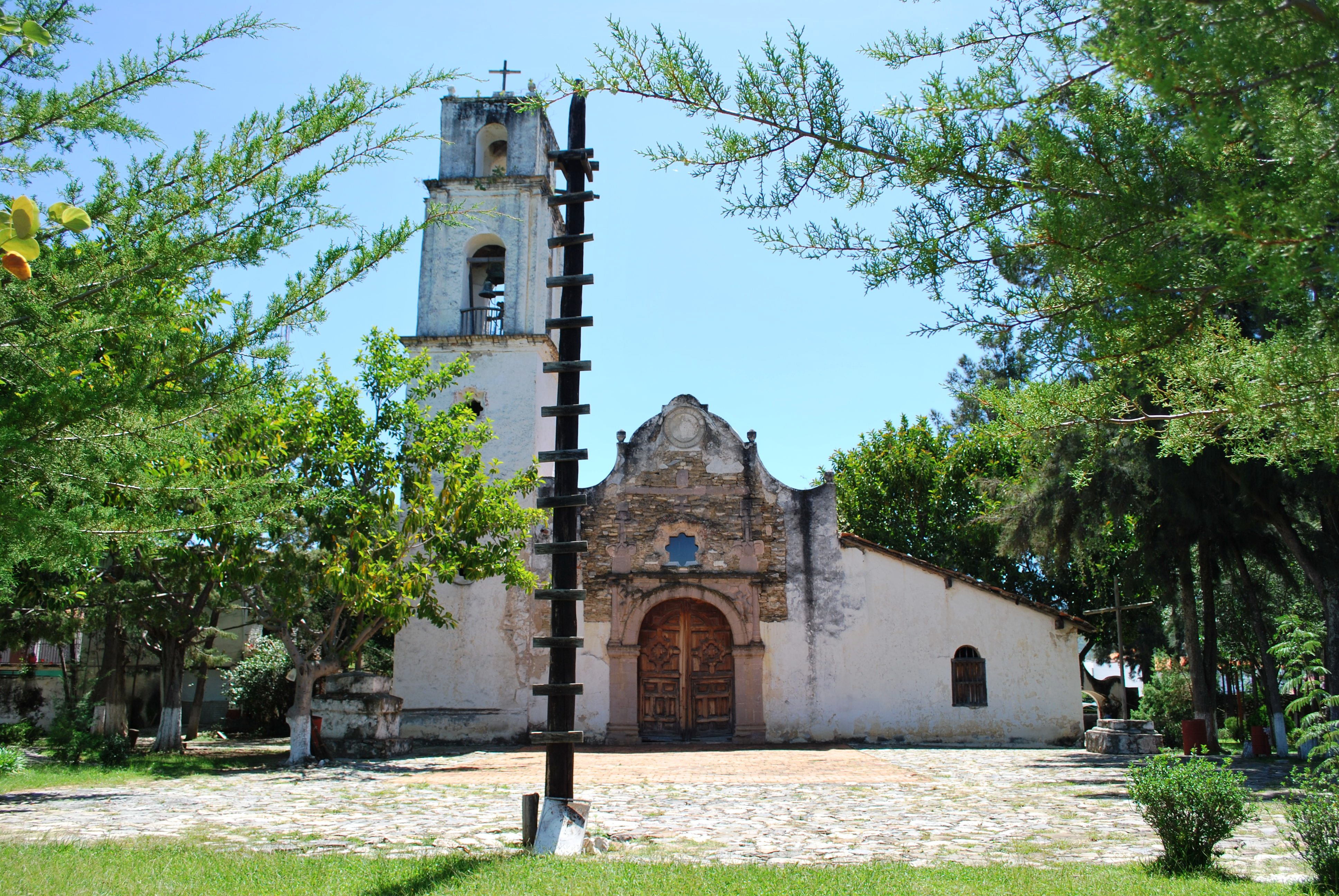
Antiguo Templo de Santa María de la Asunción.

### Monumentos históricos y sitios de interés
Ixcateopan de Cuauhtémoc cuenta con algunas edificaciones históricas, las cuales están protegidas en el estado por el Registro Público de Monumentos y Zonas Arqueológicos del INAH, de acuerdo a la Ley Federal sobre Monumentos y Zonas Arqueológicos, Artísticos e Históricos de México.

#### Arquitectura religiosa
- Antiguo Templo de Santa María de la Asunción, se encuentra al sur de la plaza principal en el centro de la ciudad, fue la iglesia parroquial de la comunidad desde el siglo XVI hasta mediados de los 20, cuando fue declarado monumento nacional. Desde el "descubrimiento" de la presunta tumba de Cuauhtémoc, bajo el altar principal, a cargo de la arqueóloga mexicana Eulalia Guzmán Barrón durante el gobierno del presidente Miguel Alemán Valdés, este edificio y sus jardines se han convertido de un santuario religioso a uno civil. El ex altar principal es ahora un santuario para el último emperador azteca Cuauhtémoc, con unos restos en exhibición pública, que hasta la fecha su autenticidad sigue siendo motivo de polémica. Un pequeño museo ocupa el anexo de la iglesia antigua.[17]

#### Arquitectura civil
- Presidencia municipal, edificio que actualmente alberga las oficinas de la presidencia municipal de Ixcateopan de Cuauhtémoc,
- Casa de Cultura, edificio que actualmente alberga el museo de la casa de la cultura de la localidad.
- Biblioteca Pública, se considera dentro del programa del INAH, a la biblioteca pública de la localidad.

### Museo de Santa María de la Asunción

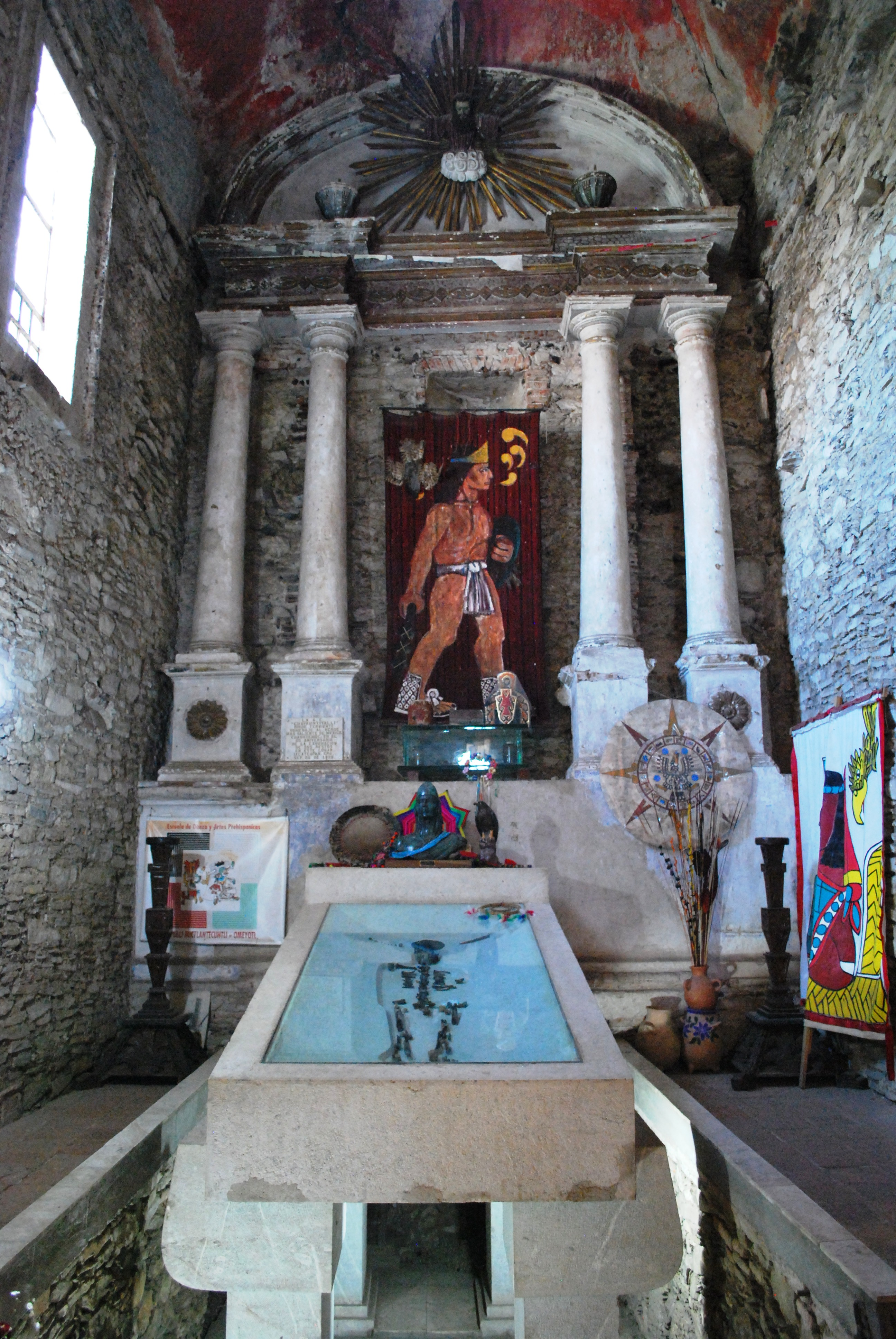
Santuario de Cuauhtémoc en el museo

El Museo de Santa María de la Asunción, que se encuentra justo al sur de la plaza principal en el centro de la ciudad, fue la iglesia parroquial de la comunidad desde el siglo XVI hasta mediados de los 20, cuando fue declarado monumento nacional. Desde el descubrimiento de la tumba de Cuauhtémoc, bajo el altar principal, este edificio y sus jardines se han convertido en un santuario religioso a una civil. La mayoría, pero no todos, de su cristiana iconografía ha sido retirado. Cuando el altar principal solía ser es ahora un santuario para el último emperador azteca, con sus restos en exhibición pública. Un pequeño museo ocupa el anexo de la iglesia antigua.  Jairo Rodríguez, hijo del médico que hizo los documentos sobre el conocimiento de Cuauhtémoc entierro público, es el cronista oficial de Ixcateopan y el guardián del museo.

### Ceremonia anual en honor de Cuauhtémoc
Cuauhtémoc se ha convertido en un símbolo de la identidad etnocultural nacionalismo y la resistencia, y este lugar se une a las personas indígenas de todo México y otras naciones de  América. El final de febrero es importante como el cumpleaños de Cuauhtémoc (23 de febrero) y la muerte (28 de febrero) se conmemora aquí. Su día de nacimiento atrae a los grupos más variados de bailes que vienen de todas partes de México, los EE. UU., Canadá y América del Sur, para poner ofrendas, bailan y cantan en varios idiomas.  Preparación en la iglesia / museo y el resto de la ciudad ocupan los días y las noches antes del día 23. Durante varios días a caballo entre el propio cumpleaños, bailes y ceremonias siguen casi sin parar, acompaña por huehuetls (tambores aztecas), y los instrumentos de viento hechos de cuernos de animales y caparazones de grandes caracoles y acompañado de incienso de copal.

### Zona arqueológica

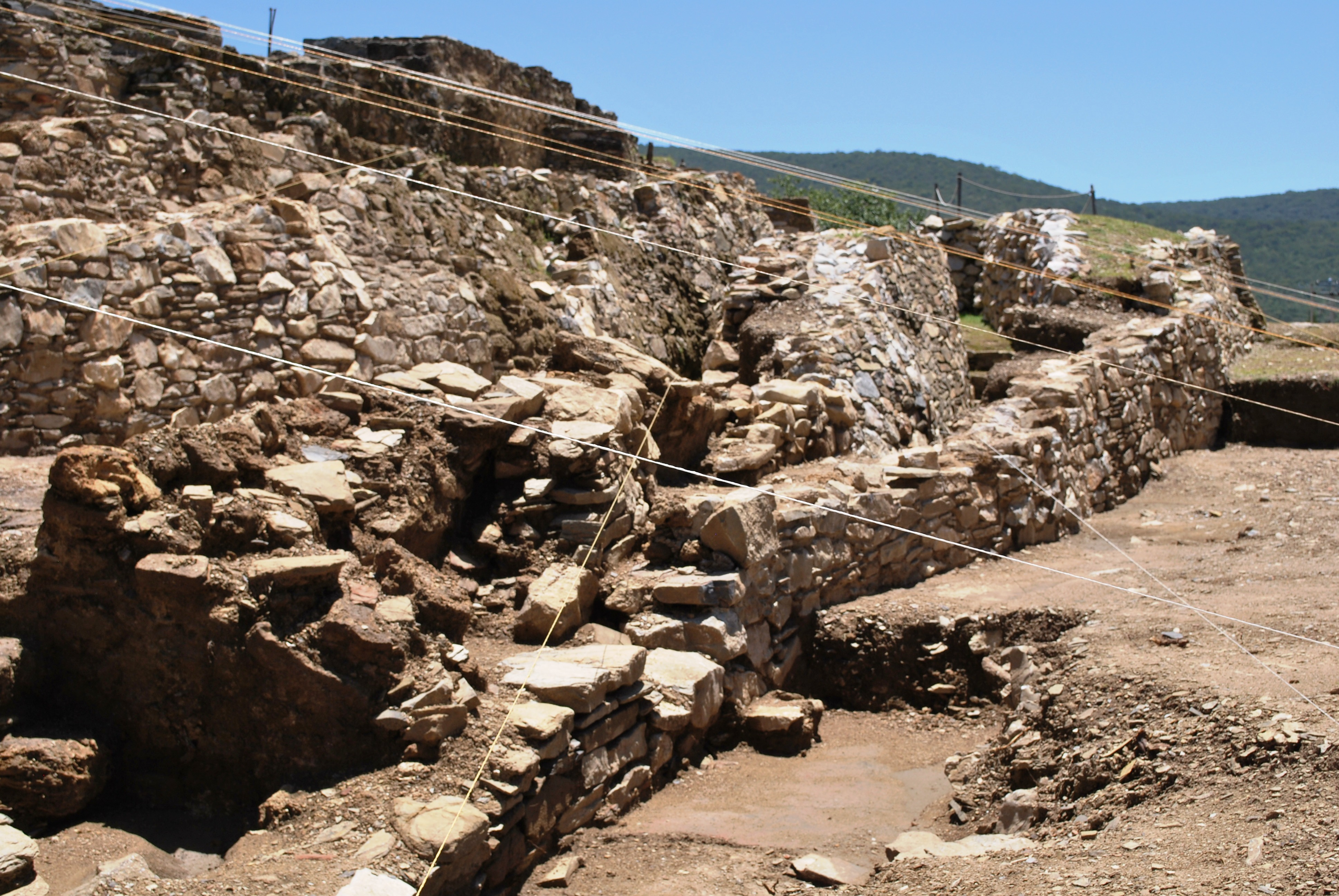
Parte del sitio arqueológico

Al sur de la de Santa María de la Asunción en el Museo Vicente Guerrero está la zona arqueológica de Ixcateopan.  El sitio ha sido fechada entre 1350 y 1450, con al menos cinco etapas de construcción,  tres de los cuales datan de entre 1350 y 1450 Aunque la construcción parecía haber cesado después de 1450, se sabe que el sitio fue ocupado hasta la llegada de los españoles en 1521. La zona arqueológica está formada por una serie de construcciones sobre una elevación natural y ocuparon unos 5.000 metros². Los materiales locales fueron utilizados en su construcción: losa, caliza, mármol y piedra lisa que se trataron en estuco y pintado. Este complejo excavado fue dedicado a las ceremonias religiosas, actividades administrativas y las relaciones de la jerarquía local con el resto del mundo. Religiosamente, era de importancia regional. 
Ixcateopan fue un asentamiento chontal que fue conquistada por los aztecas, por Moctezuma I y Ahuitzotl. Los chontales son un grupo poco conocido con más información acerca de ellos procedentes de documentos escritos en 1579, pero nada de su idioma se conoce como no restos humanos de sus entierros se han encontrado. etapas El sitio ha proporcionado mucha información sobre el desarrollo de lo que hoy es el norte del estado de Guerrero a finales de período prehispánico, cuando fue poblada por grupos como los matlatzincas, tepoztecos, nahuas, así como chontales.
El sitio fue excavado por primera vez en 1976 por el arqueólogo Juan Yaveún, con estudios posteriores de Guadalupe Martínez, Pastrana Alajandro, José Hernández Rivera y Elizabeth Jiménez.  Sin embargo, las excavaciones en el mediados de 2000 han descubierto nuevos hallazgos en el sitio, incluyendo un conjunto de escaleras que recorren de sur a norte en la plaza principal, las viviendas y las instalaciones de almacenamiento, así como talleres con cerámica que muestran la influencia azteca y cholulteca y diseños puramente locales. Con estos datos es posible reconstruir algo de las relaciones de estas personas con estos grupos. La mayor parte de las excavaciones aquí han seguido un eje este-oeste y cerca de 3.000 m² se han explorado. Se han hecho esfuerzos para tener Ixcateopan y "zona de monumentos arqueológicos", así como obtener recursos para continuar las excavaciones aquí.

## Pueblo mágico
Ixcateopan fue nombrado Pueblo Mágico debido a su riqueza cultural, fue en el año 2023 cuando la Secretaría de Turismo le otorgó la categoría de pueblo mágico, siendo una de las tres localidades en recibir este nombramiento en el estado.
| Número | Localidad  | Estado   | Fecha de inscripción |
| ------ | ---------- | -------- | -------------------- |
| 3      | Ixcateopan | Guerrero | 2002                 |

## Transporte

### Autobuses de pasajeros
Llegan varias líneas de autobuses a Alpoyeca y son las siguientes
| Líneas de Autobuses      | Destinos                                      |
| ------------------------ | --------------------------------------------- |
| Autobuses SUR            | Terminal de Autobuses de Pasajeros de Oriente |
| Autos Pullman de Morelos | Terminal Central de Autobuses del Sur         |
| Autobuses Altamar        | Terminal Central de Autobuses del Sur         |